# دنیس سیتنیک
دنیس سیتنیک (انگلیسی: Denis Sytnik؛ زادهٔ ۱۴ اکتبر ۱۹۸۶) بازیکن فوتبال اهل اوکراین است.